# Batman: Knightfall
Batman: Knightfall – amerykańska saga komiksowa z udziałem Batmana, pisana głównie Chucka Dixona, Douga Moencha i Alana Granta, na łamach serii komiksowych związanych z Batmanem dla wydawnictwa DC Comics w latach 1993-1994. Uznana za jedną z najlepszych i najbardziej przełomowych historii o Batmanie.

## Fabuła
Bruce Wayne jako Batman cierpiący na przewlekłe na wypalenie zawodowe i zmęczenie, jest systematycznie atakowany i w ostateczności okaleczony przez wzmocnionego „supersteroidem” geniusza Bane’a. Wayne jako swego następcę wyznacza Jean-Paula Valleya znanego wcześniej Azrael, który pokonuje Bane’a i przywraca porządek w Gotham City. Jednak nowy Batman staje się coraz bardziej agresywny i niestabilny, szarpiąc tym reputację Batmana. Ostatecznie Wayne zostaje uzdrowiony za pomocą paranormalnych środków i odzyskuje rolę Batmana.

## Wydanie
W Polsce Batman: Knightfall ukazał się nakładem wydawnictwa TM-Semic w miesięcznikach Batman i Batman & Superman w latach 1995-1997. Następnie Story House Egmont w 2022 roku rozpoczął wydawanie Batman: Knightfall w formie tomów zbiorczych opartych na amerykańskim wydaniu zbiorczym świętującym 25-lecie sagi, dodatkowo zamieszczając Batman: Venom i Batman: Miecz Azraela dla kontekstu historii.

## Tomy zbiorcze wydane w Polsce
| Tytuł i rok wydania polskiego                          | Tytuł i rok wydania oryginalnego                | Zawartość |
| ------------------------------------------------------ | ----------------------------------------------- | --- |
| Batman: Knightfall – Prolog (2022)                     | Batman: Venom (2012)                            | Zeszyty Batman: Legends of the Dark Knight #16-20 (marzec-lipiec 1991), Batman: Vengeance of Bane #1 (styczeń 1993), Batman (vol. 1) #484-491 (wrzesień 1992-kwiecień 1993), Batman: Sword of Azrael #1-4 (październik 1992-styczeń 1993), Batman: Legends of the Dark Knight Annual #2 (grudzień 1992) oraz Detective Comics (vol. 1) #654-658 (grudzień 1992-kwiecień 1993) |
| Batman: Knightfall – Prolog (2022)                     | Batman: Prelude to Knightfall (2018)            | Zeszyty Batman: Legends of the Dark Knight #16-20 (marzec-lipiec 1991), Batman: Vengeance of Bane #1 (styczeń 1993), Batman (vol. 1) #484-491 (wrzesień 1992-kwiecień 1993), Batman: Sword of Azrael #1-4 (październik 1992-styczeń 1993), Batman: Legends of the Dark Knight Annual #2 (grudzień 1992) oraz Detective Comics (vol. 1) #654-658 (grudzień 1992-kwiecień 1993) |
| Batman: Knightfall – Prolog (2022)                     | Batman: Sword of Azrael (1993)                  | Zeszyty Batman: Legends of the Dark Knight #16-20 (marzec-lipiec 1991), Batman: Vengeance of Bane #1 (styczeń 1993), Batman (vol. 1) #484-491 (wrzesień 1992-kwiecień 1993), Batman: Sword of Azrael #1-4 (październik 1992-styczeń 1993), Batman: Legends of the Dark Knight Annual #2 (grudzień 1992) oraz Detective Comics (vol. 1) #654-658 (grudzień 1992-kwiecień 1993) |
| Batman: Knightfall – Upadek Mrocznego Rycerza (2022)   | Batman: Knightfall Vol. 1 (2018)                | Zeszyty Batman (vol. 1) #492-500 (maj-październik 1993), Detective Comics (vol. 1) #659-666 (maj-wrzesień 1993), pojedyncze historie z Showcase ’93 #7-8 (lipiec-sierpień 1993), Batman: Shadow of the Bat #16-18 (wrzesień-październik 1993) oraz pojedyncza historia z Batman Secret Files and Origins #1 (październik 1998) |
| Batman: Knightfall – Upadek Mrocznego Rycerza (2022)   | Batman: Knightfall Vol. 2 (2018)                | Zeszyty Batman (vol. 1) #492-500 (maj-październik 1993), Detective Comics (vol. 1) #659-666 (maj-wrzesień 1993), pojedyncze historie z Showcase ’93 #7-8 (lipiec-sierpień 1993), Batman: Shadow of the Bat #16-18 (wrzesień-październik 1993) oraz pojedyncza historia z Batman Secret Files and Origins #1 (październik 1998) |
| Batman: Knightfall – Krucjata Mrocznego Rycerza (2022) | Batman: Knightquest – The Crusade Vol. 1 (2018) | Zeszyty Detective Comics (vol. 1) #667-675 (październik 1993-czerwiec 1994), Robin (vol. 2) #1-2 (listopad-grudzień 1993), Batman: Shadow of the Bat #19-20, 24-28 (luty-czerwiec 1994, październik-listopad 1993), Batman (vol. 1) #501-508 (listopad 1993-lczerwiec 1994), Catwoman (vol. 2) #6-7 (styczeń-luty 1994) oraz pojedyncza historia z Showcase ’94 #7 (czerwiec 1994) |
| Batman: Knightfall – Krucjata Mrocznego Rycerza (2022) | Batman: Knightquest – The Crusade Vol. 2 (2018) | Zeszyty Detective Comics (vol. 1) #667-675 (październik 1993-czerwiec 1994), Robin (vol. 2) #1-2 (listopad-grudzień 1993), Batman: Shadow of the Bat #19-20, 24-28 (luty-czerwiec 1994, październik-listopad 1993), Batman (vol. 1) #501-508 (listopad 1993-lczerwiec 1994), Catwoman (vol. 2) #6-7 (styczeń-luty 1994) oraz pojedyncza historia z Showcase ’94 #7 (czerwiec 1994) |
| Batman: Knightfall – Koniec Mrocznych Rycerzy (2023)   | Batman: Knightquest – The Search (2018)         | Zeszyty Justice League Task Force #5-6 (październik-listopad 1993), Shadow of the Bat #21-23, 29-30, (listopad 1993-styczeń 1994, lipiec-sierpień 1994), Batman: Legends of the Dark Knight #59-63 (kwiecień-sierpień 1994), Robin (vol. 2) #7-9 (czerwiec 1994-sierpień 1994), Zeszyty Batman (vol. 1) #509-510 (lipiec-sierpień 1994), Detective Comics (vol. 1) #676-677 (lipiec-sierpień 1994), Catwoman (vol. 2) #12-13 (lipiec-sierpień 1994) oraz pojedyncze historie z Showcase ’94 #10 (wrzesień 1994) |
| Batman: Knightfall – Koniec Mrocznych Rycerzy (2023)   | Batman: KnightsEnd (2018)                       | Zeszyty Justice League Task Force #5-6 (październik-listopad 1993), Shadow of the Bat #21-23, 29-30, (listopad 1993-styczeń 1994, lipiec-sierpień 1994), Batman: Legends of the Dark Knight #59-63 (kwiecień-sierpień 1994), Robin (vol. 2) #7-9 (czerwiec 1994-sierpień 1994), Zeszyty Batman (vol. 1) #509-510 (lipiec-sierpień 1994), Detective Comics (vol. 1) #676-677 (lipiec-sierpień 1994), Catwoman (vol. 2) #12-13 (lipiec-sierpień 1994) oraz pojedyncze historie z Showcase ’94 #10 (wrzesień 1994) |
| Batman: Knightfall – Nowy początek (2023)              | Batman: Prodigal (2019)                         | Zeszyty Robin (vol. 2) #0, 11-13 (październik 1994-styczeń 1995), Batman (vol. 1) #512-515 (listopad 1994-luty 1995), Batman: Shadow of the Bat #32-35 (listopad 1994-luty 1995), Detective Comics (vol. 1) #679-681 (listopad 1994-styczeń 1995), Detective Comics (vol. 1) #682 (luty 1995), Robin (vol. 2) #14 (luty 1995), Nightwing: Alfred’s Return #1 (lipiec 1995) oraz Batman: Vengeance of Bane #2 (październik 1995)                                                                                 |
| Batman: Knightfall – Nowy początek (2023)              | Batman: Troika (2019)                           | Zeszyty Robin (vol. 2) #0, 11-13 (październik 1994-styczeń 1995), Batman (vol. 1) #512-515 (listopad 1994-luty 1995), Batman: Shadow of the Bat #32-35 (listopad 1994-luty 1995), Detective Comics (vol. 1) #679-681 (listopad 1994-styczeń 1995), Detective Comics (vol. 1) #682 (luty 1995), Robin (vol. 2) #14 (luty 1995), Nightwing: Alfred’s Return #1 (lipiec 1995) oraz Batman: Vengeance of Bane #2 (październik 1995)                                                                                 |